# That's All (Genesis)
That's All è un brano musicale dei Genesis, pubblicato il 31 ottobre 1983 come secondo singolo tratto dall'album Genesis.
Il singolo è il primo successo del gruppo nella Top 10 statunitense, dove raggiunse il sesto posto nei primi mesi del 1984.

## Video musicale
Il video ritrae semplicemente Phil Collins che canta vestito con giaccone, sciarpa e cappello, mentre gli altri componenti del gruppo suonano.
Il video si svolge in un'abitazione di legno, e si può dedurre dall'assenza di luce dalle finestre e dagli abiti di Collins che è una giornata fredda.

## Classifiche
| Classifica (1983/84)             | Posizione massima |
| -------------------------------- | ----------------- |
| Austria                          | 19                |
| Canada                           | 14                |
| Germania                         | 27                |
| Irlanda                          | 6                 |
| Paesi Bassi                      | 37                |
| Regno Unito                      | 16                |
| Stati Uniti                      | 6                 |
| Stati Uniti (adult contemporary) | 7                 |
| Stati Uniti (mainstream rock)    | 2                 |
| Svizzera                         | 15                |